# Steven Hunter
Steven D. Hunter (Chicago, Illinois; 31 de octubre de 1981) es un exjugador de baloncesto estadounidense que jugó durante 8 temporadas en la NBA. Con 2,13 metros de estatura, jugaba en la posición de pívot.

## Carrera

### Universidad
Steven pasó dos temporadas en la Universidad DePaul. En su temporada freshman, la 1999-00 promedió 8,5 puntos, siendo incluido en el Quinteto Freshman de la Conference USA. Su mejor actuación fue frente a Charlotte, donde anotó 27 puntos.
En la 2000-01 mejoró sus cifras con 11,4 puntos, 5,6 rebotes y 2,4 tapones. Instauró un nuevo récord en la universidad, 72 tapones en temporada sophomore, y 3.º en la historia del equipo. En sus dos años firmó 9,9 puntos, 4,7 rebotes y 2 tapones en 63 partidos con los Blue Demons.

### Profesional

#### NBA
Steven fue elegido por Orlando Magic en el puesto 15 del draft de 2001. En su primera temporada apenas contó con minutos, y sus números fueron de 3,9 puntos, 2,8 rebotes y 1,09 tapones. Jugó playoffs con los Magic, aunque apenas tuvo 5 minutos de media en esos encuentros. En las dos siguientes campañas en Orlando se movería en el mismo rol y en idéntico rendimiento, en torno siempre a los 3-4 puntos y casi 3 rebotes.
En la 2004-05 firmó por Phoenix Suns, donde fue el suplente habitual de Amare Stoudemire. Promedió 4,6 puntos, 3 rebotes y 1,34 tapones. Se le recuerda un gran partido en playoffs ante Memphis Grizzlies, el primero de la serie, donde se fue hasta los 16 puntos, récord suyo en postemporada.
En verano de 2005, Philadelphia 76ers lo contrató como agente libre, y en febrero estos lo traspasaron a New Orleans/Oklahoma City Hornets a cambio de dos futuras 2ª rondas, pero los Hornets anularon finalmente el traspaso por lo que los Sixers repescaron a Hunter. Acabó con 6,1 puntos y 3,9 rebotes.
En la 2006-07 y ante la lesión de Samuel Dalembert, dispuso de muchos minutos e incluso le llegó a quitar un puesto de titular que más tarde perdió. Desde enero hasta final de temporada promedió 7.7 puntos y 5.6 rebotes. Sus números en temporada regular fueron de 6,1 puntos y 4,8 rebotes. El 11 de abril ante Boston Celtics anotó 20 puntos, igualando su tope en anotación.
El 10 de septiembre de 2007 fue traspasado a Denver Nuggets junto con el alero Bobby Jones a cambio de Reggie Evans y los derechos sobre el puertorriqueño Ricky Sánchez.
En la temporada 2007-08 solo jugó 19 partidos de temporada regular debido a una lesión de rodilla. A la vuelta de su lesión apenas disputó unos pocos minutos como suplente de Marcus Camby en los Nuggets y sus promedios fueron de 2,1 puntos y 1,5 rebotes.
El 7 de agosto de 2009, es traspasado junto a una primera ronda de draft de 2010 a Memphis Grizzlies por una futura elección de segunda ronda.

#### Italia
Tras un año en Memphis, en octubre de 2011 firma por una temporada con el Dinamo Sassari italiano.

## Estadísticas de su carrera en la NBA

### Temporada regular
| Año     | Equipo       | PJ  | PT  | MPP  | %TC  | %3P  | %TL  | RPP | APP | ROB | TPP | PPP |
| ------- | ------------ | --- | --- | ---- | ---- | ---- | ---- | --- | --- | --- | --- | --- |
| 2001–02 | Orlando      | 53  | 21  | 9.7  | .456 | .000 | .585 | 1.8 | .1  | .1  | .8  | 3.6 |
| 2002–03 | Orlando      | 33  | 5   | 13.5 | .544 | .000 | .409 | 2.8 | .2  | .3  | 1.1 | 3.9 |
| 2003–04 | Orlando      | 59  | 23  | 13.4 | .529 | .000 | .333 | 2.9 | .2  | .1  | 1.2 | 3.2 |
| 2004–05 | Phoenix      | 76  | 3   | 13.8 | .614 | .000 | .479 | 3.0 | .2  | .1  | 1.3 | 4.6 |
| 2005–06 | Philadelphia | 69  | 35  | 19.0 | .601 | .000 | .514 | 3.9 | .2  | .2  | 1.1 | 6.1 |
| 2006–07 | Philadelphia | 70  | 41  | 22.9 | .577 | .000 | .490 | 4.8 | .4  | .2  | 1.1 | 6.4 |
| 2007–08 | Denver       | 19  | 2   | 6.3  | .536 | .000 | .450 | 1.5 | .0  | .0  | .3  | 2.1 |
| 2009–10 | Memphis      | 21  | 0   | 7.5  | .395 | .000 | .528 | 2.0 | .0  | .0  | .5  | 2.5 |
| Total   | Total        | 400 | 130 | 15.0 | .560 | .000 | .485 | 3.2 | .2  | .1  | 1.0 | 4.5 |

### Playoffs
| Año   | Equipo  | PJ | PT | MPP  | %TC  | %3P  | %TL  | RPP | APP | ROB | TPP | PPP |
| ----- | ------- | -- | -- | ---- | ---- | ---- | ---- | --- | --- | --- | --- | --- |
| 2003  | Orlando | 7  | 0  | 5.7  | .300 | .000 | .000 | .4  | .1  | .0  | .4  | .9  |
| 2005  | Phoenix | 15 | 0  | 14.2 | .558 | .000 | .600 | 2.5 | .2  | .1  | 1.2 | 4.0 |
| 2008  | Denver  | 2  | 0  | 2.5  | .000 | .000 | .000 | 1.0 | .0  | .0  | .0  | .0  |
| Total | Total   | 24 | 0  | 10.8 | .500 | .000 | .522 | 1.8 | .2  | .0  | .9  | 2.8 |